# Oude Zomerstraat
De Oude Zomerstraat is een straat in Brugge.

## Beschrijving
In de Oude Burg mondden twee doodlopende straatjes uit. Het ene, dat verdwenen is, heette het Winterstraatje:
- 1303: Winterstraetkin in Ouden Burch.

Het andere heette de Zomerstraat. Bij het begin van die straat stond op de zuidwesthoek van de Oude Burg een huis 'De Zomere':
- 1496: een huus, gheheeten den Zomere, staende in den Ouden Burch.

Toen in 1972 door de gemeentefusie moest gekozen worden tussen twee gelijknamige straten, werd de naam Zomerstraat behouden voor de straat in de deelgemeente Assebroek die veel drukker bewoond was (61 inwoners tegen 6). De straat in Brugge werd de Oude Zomerstraat, wat nog bijkomend onderstreepte dat het om een heel oude straat ging.
Marguerite Yourcenar had het gotische huis, Oude Zomerstraat 2 in de geest toen ze het woonhuis van Zeno beschreef in haar roman L'Oeuvre au noir. In herinnering hieraan werd een grafisch letterwoord aangebracht op de drempel van het huis.
De Oude Zomerstraat begint in de Oude Burg en loopt dood tegen de achterkant van een eigendom in de Steenstraat.